# Akestor (Bildhauer)
Akestor (altgriechisch Ἀκέστωρ) von Argos, Sohn des Aischron, war ein griechischer Bildhauer, der wahrscheinlich Ende des 4. oder Anfang des 3. Jahrhunderts v. Chr. tätig war.
Nach Pausanias schuf er eine Siegerstatue des Pentathleten Alexibios, die im Zeusheiligtum Olympia aufgestellt war. Die Erwähnung der Statue erfolgt bei Pausanias an einer Stelle, an der auch klar in das 4. und 3. Jahrhundert v. Chr. datierbare Siegerstatuen besprochen werden. Auf einer Inschrift vom Zeusheiligtum auf dem arkadischen Berg Lykaion ist der Sieg des Alexibios bei den 313 oder 303 v. Chr. dort abgehaltenen Lykaia belegt, weshalb die Entstehungszeit der Statue auf um 300 v. Chr. eingegrenzt werden kann. Als weiteres Werk des Akestor ist die Statue einer Demosthena bekannt, die von deren Eltern als Votivgabe an die Heilgötter Asklepios und Hygieia nach Troizen in der Argolis gestiftet wurde. Diese Statue schuf er ausweislich einer auf der Statuenbasis erhaltenen Inschrift gemeinsam mit dem Bildhauer Toron. Auch diese Statue wurde auf etwa 300 v. Chr. datiert.
In älterer Literatur wird die Siegerstatue aus Olympia einem Akestor aus Knossos zugeschrieben, der von Pausanias als Vater des Bildhauers Amphion genannt wird, für den jedoch keine eigene künstlerische Tätigkeit nachweisbar ist. Es wird heute angenommen, dass beide Statuen vom argivischen Akestor geschaffen wurden.